# 罗丹明123
罗丹明123（/ˈroʊdəmiːn/）是一种罗丹明类染料，常作为示踪染料来确定水流动的速率和方向，也作为荧光染料用于熒光顯微鏡和流式細胞術等生物医学领域。